# 嶋岡晨
嶋岡 晨（しまおか しん、1932年3月8日 ‐ ）は、日本の仏文学者・詩人・評論家・小説家。立正大学名誉教授。本名はしまおか あきら。
高知県高岡郡四万十町生まれ。高知県立高知工業高等学校建築科、明治大学文学部仏文科卒、同大学院文学研究科修了。大学在学中に後輩の片岡文雄らと詩誌「貘」を創刊。1958年に寺山修司と「様式論争」を繰り広げるが、1959年には寺山らと詩劇グループ「鳥の会」を結成する。「歴程」同人、「無限」編集長を歴任。
詩集や詩論のほか、坂本龍馬などの土佐国出身の幕末維新期の人物伝、フランス詩の翻訳もおこなう。小説も書き、1980年に『裏返しの夜空』で第84回芥川賞候補、1982年に『《ポー》の立つ時間』で第87回芥川賞候補となっている。1999年、詩集『乾杯』で第32回小熊秀雄賞受賞。2012年、詩集『終点オクシモロン』で第23回富田砕花賞受賞。

## 著書
- 『青春の遺書 詩集』国文社(ピポー叢書)1957
- 『巨人の夢 詩集』国文社(ピポー叢書) 1959
- 『偶像 詩集』ユリイカ 1960
- 『人間誕生 詩集』思潮社(現代詩人双書) 1961
- 『愛のことば 惜しみなく与え、惜しみなく奪う』1962 (三一新書)
- 『ビジネスマンのための心理学 そのコンプレックス解消法』1963 (三一新書)
- 『獣たちの叫び』三一書房(高校生新書) 1964
- 『永久運動』思潮社 1964
- 『異説坂本竜馬』1965 (三一新書)
- 『青春の自殺論』三一書房(高校生新書)1966
- 『怒濤の男 小説岩崎弥太郎』久保書店(人物選書)1966 「実業の詩人・岩崎弥太郎 三菱をつくった男」名著刊行会 1985 「小説岩崎弥太郎」河出文庫
- 『自由は死せず 小説板垣退助』久保書店(人物選書)1966
- 『砕かれた星』三一書房(高校生新書)1967
- 『高校生忍法帳』三一書房(高校生新書)1967
- 『坂本竜馬 奇蹟を演じた男』大和書房(ペンギン・ブックス)1968
- 『死を宣告された家畜たち』三一書房(さんいちぶっくす)1968
- 『新しい詩への道』社会思想社(現代教養文庫)1970
- 『産卵 詩集』国文社 1970
- 『詩とエロスの冒険』社会思想社 1971
- 『死者たちの語る場所』大光社 1971
- 『抒情的人生相談集 詩による人生処方』社会思想社(現代教養文庫)1972
- 『詩人白秋その愛と死』社会思想社(現代教養文庫) 1972
- 『日本のアルチザン』芸術生活社 1972 のち中公文庫
- 『豊臣秀吉 物語と史蹟をたずねて』成美堂出版 1973 のち文庫
- 『金子光晴論』五月書房 1973
- 『愛と抵抗の詩人たち アラゴンとエリュアールの道』第三文明社 1973
- 『釘の唄 詩集』落合書店(天山文庫)1974
- 『旅の詩ごころ』日本交通公社 1975
- 『現代詩のエチュード』右文書院 1975
- 『裂かれた愛の物語』六興出版 1975
- 『愛と孤愁の詩人たち その性と生-愛の詩』六興出版 1975
- 『愛と自由の讃歌 エリュアールの生涯』飯塚書店 1975
- 『高村光太郎』第三文明社(レグルス文庫)1976
- 『おれはおれ 他人との違い、価値、生きかた』青春出版社(青春新書)1976
- 『愛と反逆の詩人たち』六興出版 1977
- 『変身 詩集』八坂書房 1977
- 『詩のたのしさ』1977 講談社現代新書
- 『龍馬追跡』新人物往来社 1977
- 『土佐勤王党始末 武市半平太と山内容堂』新人物往来社 1978
- 『愛のことば』東邦出版社 1978
- 『八月のパリの黒い汗 詩集』飯塚書店 1978
- 『志士たちの詩』1979 (講談社現代新書)
- 『伝記萩原朔太郎』春秋社 1980
- 『愛の歳時記』文化出版局 1981
- 『裏返しの夜空』集英社 1981
- 『明治の人 反骨・谷干城』学芸書林 1981 「熊本城を救った男」河出文庫
- 『本の旅に出よう 自分をみつける女の読書法 あなたの人生を変える、この一冊』主婦と生活社 1981
- 『宗教と文学の地平』春秋社 1982
- 『女を生かすもの 女の愛と生をみつめて』海竜社 1982
- 『酒鬼』泰樹社 1982
- 『酒徒のざれごと 酒・旅・人生の味』文化出版局 1982
- 『現代の秀歌』飯塚書店 1982
- 『坂本龍馬の生涯』新人物往来社 1983
- 『坂本竜馬の手紙』名著刊行会 1983
- 『詩人と小説家の世界』名著刊行会 1983
- 『秀歌新選』飯塚書店 1983
- 『「四季のことば」辞典 日本人の心・おりおりの表現』大和出版(グリーン・ブックス)1984
- 『人物日本の歴史 4 藤原道長と貴族の栄え』学習研究社(カラー版学習よみもの)1984
- 『菅原道真 物語と史蹟をたずねて』成美堂出版 1985 のち文庫
- 『嶋岡晨詩集』思潮社(現代詩文庫)1986
- 『小林一茶 物語と史蹟をたずねて』成美堂出版 1986 のち文庫
- 『歴史のなかの下剋上』名著刊行会 1986
- 『現代の秀句』飯塚書店 1988
- 『松尾芭蕉 物語と史蹟をたずねて』成美堂出版 1988 のち文庫
- 『明治・青春の夢 革新的行動者たちの日記』1988 朝日選書
- 『愛・詩・エリュアール』飯塚書店 1988
- 『中岡慎太郎』光風社出版 1988 のち成美文庫
- 『S地区住民誌』新風舎 1989
- 『ゲンパツがやってくる ローカル風刺小説集』1990 集英社文庫
- 『夢にんげん坂本竜馬』新人物往来社 1990
- 『維新の嵐』光栄、1990 「坂本竜馬の復讐」 (光栄ノベルズ)
- 『現代詩の運命』飯塚書店 1991
- 『虹の断橋』朝日新聞社 1992
- 『詩のある俳句』飯塚書店 1992
- 『ネオロジスム詩集』花神社 1992
- 『琉球王朝 物語と史蹟をたずねて』成美堂出版 1992 のち文庫
- 『<復讐>の文学 萩原朔太郎研究』武蔵野書院 1992
- 『百人一首を歩く』光風社出版 1995
- 『イメージ比喩』飯塚書店(俳句創作百科)1996
- 『ポエジーの挑戦 昭和詩論史ノート』白地社 1996
- 『死定席』思潮社 1996
- 『彼岸酒』朝日書林 1996
- 『文学スクランブル <朔太郎>その他』飯塚書店 1997
- 『短歌の技法 イメージ・比喩』飯塚書店 1997
- 『詩とは何か』1998 新潮選書
- 『乾杯 詩集』港の人 1998
- 『詩人という不思議な人々 わたしの現代詩人事典』燃焼社 1999
- 『現代詩の魅力 日本文学の百年』東京新聞出版局 2000
- 『なんじゃもんじゃの木の下で』港の人 2000
- 『隅田川とセーヌ河 フランス詩の受容』日本図書センター 2001
- 『影踏み 詩集』書肆青樹社 2008
- 『老いを見つめる言葉 長生きすれば人生の楽しみの底は深くなる』海竜社 2008
- 『愉しい人生の草野球 嶋岡晨詩集』書肆青樹社 2010
- 『終点オクシモロン 詩集』洪水企画 2012
- 『魂柱・反世界遺構 嶋岡晨詩集』洪水企画 2013
- 『洪水 嶋岡晨詩集』洪水企画 2014
- 『騒霊 = Poltergeist 嶋岡晨詩集』洪水企画 2015

## 共編著
- われら中学生 青い流れに 新川和江共著 毎日新聞社 1969 (ヤング・エリート選書)
- 戦後詩大系 全4巻 大野順一、小川和佑共編 三一書房 1970-1971
- 現代エロス詩集 秋津書店 1971
- 萩原朔太郎 入門・テキスト 飯塚書店 1994.4
- 心にのこる日本の詩  1998.5 (講談社青い鳥文庫)

## 翻訳
- 決定的問題 詩集 ドブジンスキー 国文社 1958 (ピポー叢書)
- ランボオと実存主義 ポール=アンリ・パィュウ ユリイカ 1958
- ドブジンスキー詩集 飯塚書店 1959 (世界現代詩集)
- 世界の現代詩 第1 現代フランス詩集 飯塚書店 1962)
- エリュアール詩集 飯塚書店 1964 (世界現代詩集)
- プレヴェール詩集 飯塚書店 1967 (世界現代詩集)
- 日曜日の青年 ジュール・シュペルヴィエル 思潮社 1968
- エリュアール選集 1-2 飯塚書店 1972
- ノアの方舟 ジュール・シュペルヴィエル 1975 (ハヤカワ文庫)
- 世界黒人詩集 松田忠徳共訳 飯塚書店 1975
- 愛の詩集 プレヴェール 飯塚書店 1977.12
- 火山を運ぶ男 シュペルヴィエル 月刊ペン社 1980.11 (妖精文庫)
- 「美妙な死体」の物語 レオノーラ・カリントン 大井正博共訳 月刊ペン社 1981.7 (妖精文庫)